# Tjomme de Vries
Tjomme Edzard de Vries (Hilversum, 1 januari 1908 - Utrecht, 12 januari 1975) was een Nederlands schilder en schrijver van onder meer jeugdboeken op ruimtevaartgebied maar ook over schilderkunst, tekenen en grafisch ontwerpen.
De Vries werd opgeleid aan de kunstnijverheidsschool in Groningen en bij Jan Bronner aan de Amsterdamse Rijksacademie. Hij werd schilder en was daarnaast tekenleraar en grafisch ontwerper. Hij heeft kort als matroos gevaren en was vlak voor de oorlog even marconist bij KLM.
In de jaren 50 gaf hij lezingen over ruimtevaart en verzorgde het hoofdstuk ruimtevaart in de Winkler Prins.
In de jaren 50 en 60 schreef hij een aantal boeken over ruimtevaart voor de jeugd. In het in 1958 verschenen boek Reis in het heelal werd op speelse manier uiteengezet hoe de ruimtevaart en sterrenkunde in elkaar zaten en werd er door hem een fantasiereis met een fantasieraket gemaakt in de ruimte waarbij hij zich wel hield aan de tot dan toe bekende feiten op dat gebied. 
In totaal heeft hij meer dan 24 boeken geschreven, die onder meer verschenen bij Uitgeverij Het Spectrum in de Prismareeks in de jaren 50 en 60, met vele herdrukken. Ook was hij coauteur van meerdere boeken en werkte hij mee aan Nederlandse vertalingen en bewerkingen van buitenlandse titels over zowel astronomie als kunstgeschiedenis.